# دارين جنسن
دارين جنسن هو لاعب هوكي الجليد كندي، ولد في 27 مايو 1960 في Creston, British Columbia ‏ في كندا.

## وصلات خارجية
- دارين جنسن على موقع دوري الهوكي الوطني (الإنجليزية)
- دارين جنسن على موقع قاعة مشاهير الهوكي (لاعب أن.إتش.أل) (الإنجليزية)
- دارين جنسن على موقع EliteProspects.com (الإنجليزية)
- دارين جنسن على موقع HockeyDB.com (الإنجليزية)
- دارين جنسن على موقع Hockey-Reference.com (الإنجليزية)